# Вулиця Квітова (Львів)
Ву́лиця Квітова — вулиця в Шевченківському районі міста Львова, в місцевості Підзамче. Вулиця Квітова прямує з південного сходу на північний захід та сполучає вулиці вулиці Дашкевича та Городницьку утворюючи перехрестя з вулицею Східною. Прилучаються вулиці Янки Купали, Перекопська.

## Назва
Вулиця утворилася у 1931 році у складі міського села Замарстинів та була частиною вулиці Короля Яна (нинішня вулиця Хімічна). Сучасна назва вулиця Квітова походить від 1934 року і відтоді назва вулиці не змінювалася.

## Забудова
В забудові вулиці Квітової переважають класицизм та сецесія початку XX століття, а також одно- та двоповерхова житлова забудова 1950-1980-х років, промислова та сучасна житлова багатоповерхова забудова.
З непарного боку вулиці Квітової на ділянці між вулицями Східною та Янки Купали розташований комплекс будівель колишньої лижної фабрики «Динамо» (вул. Замарстинівська, 76). У 2018 році виконком Львівської міської ради затвердив детальний план території обмеженої вул. Замарстинівською, вул. Східною, вул. Квітовою, вул. Дашкевича, що передбачає забудову території колишньої лижної фабрики. Тут ТзОВ «Авалон Стайл» збудує житловий квартал із сімома житловими будинками.
№ 10 — комплекс будівель, що до 2010 року належав Львівському комунальному ремонтно-будівельному підприємству механізації робіт. 2010 року земельну ділянку з цими будівлями викупили два львівських підприємства «Флаверс Хілл» та «Шольц-Транс». У вересні 2021 року виконавчий комітет Львівської міської ради дозволив новим власникам розробити проєкт землеустрою щодо відведення земельної ділянки за цією адресою для будівництва та обслуговування багатоквартирного житлового будинку.
№ 10а — котельня Львівського міського комунального підприємства «Львівтеплоенерго».
№ 12 — комплекс будівель науково-виробничого підприємства «Електрон-Т», що спеціалізується на виробництві трубчастих електронагрівачів (ТЕН) до бойлерів, систем індивідуального опалення, професійного теплового обладнання, вентиляційного обладнання, медичного обладнання та до електропобутових приладів, а також електроконфорок чавунних для побутових та професійних електроплит. Прохідна підприємства розташована на вул. Східній, 32.
№ 26 — чотириповерховий житловий будинок, збудований у 2007 році.
№ 30 — приватний дитячий садок «Веселі та Розумні».

Світлини вуличної забудови
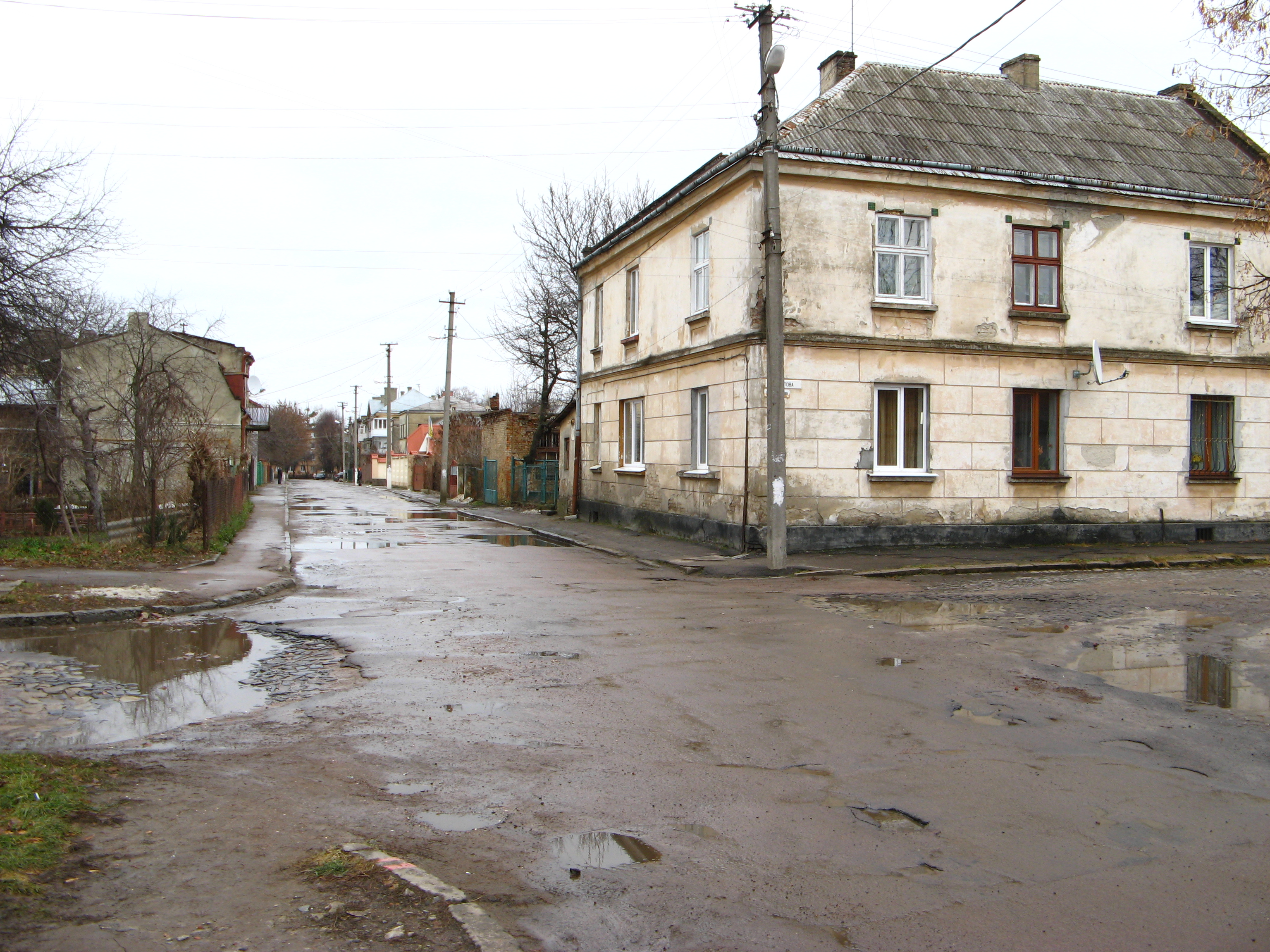
При перехресті Квітової та Східної
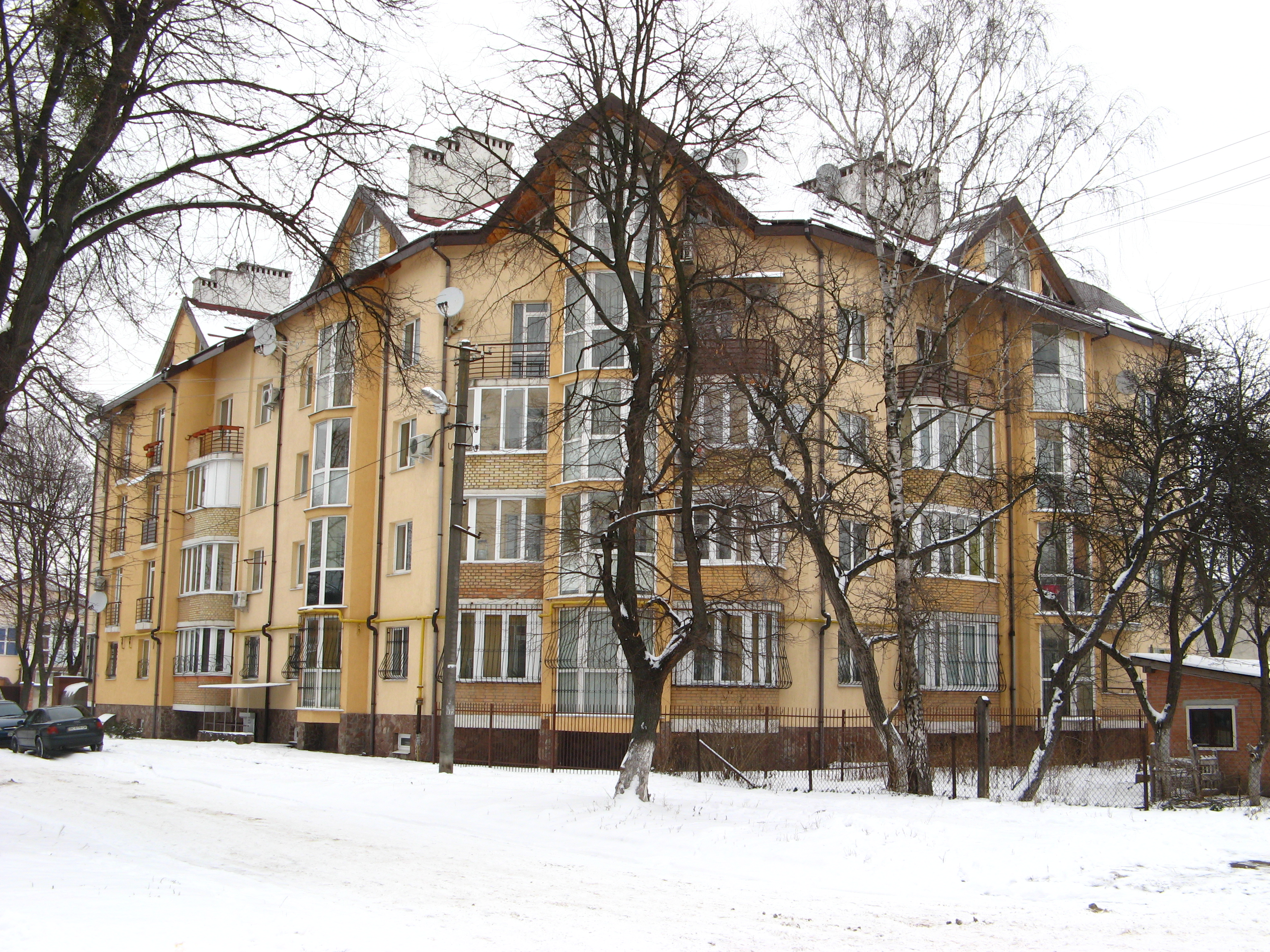
Житловий будинок (Квітова, 26)
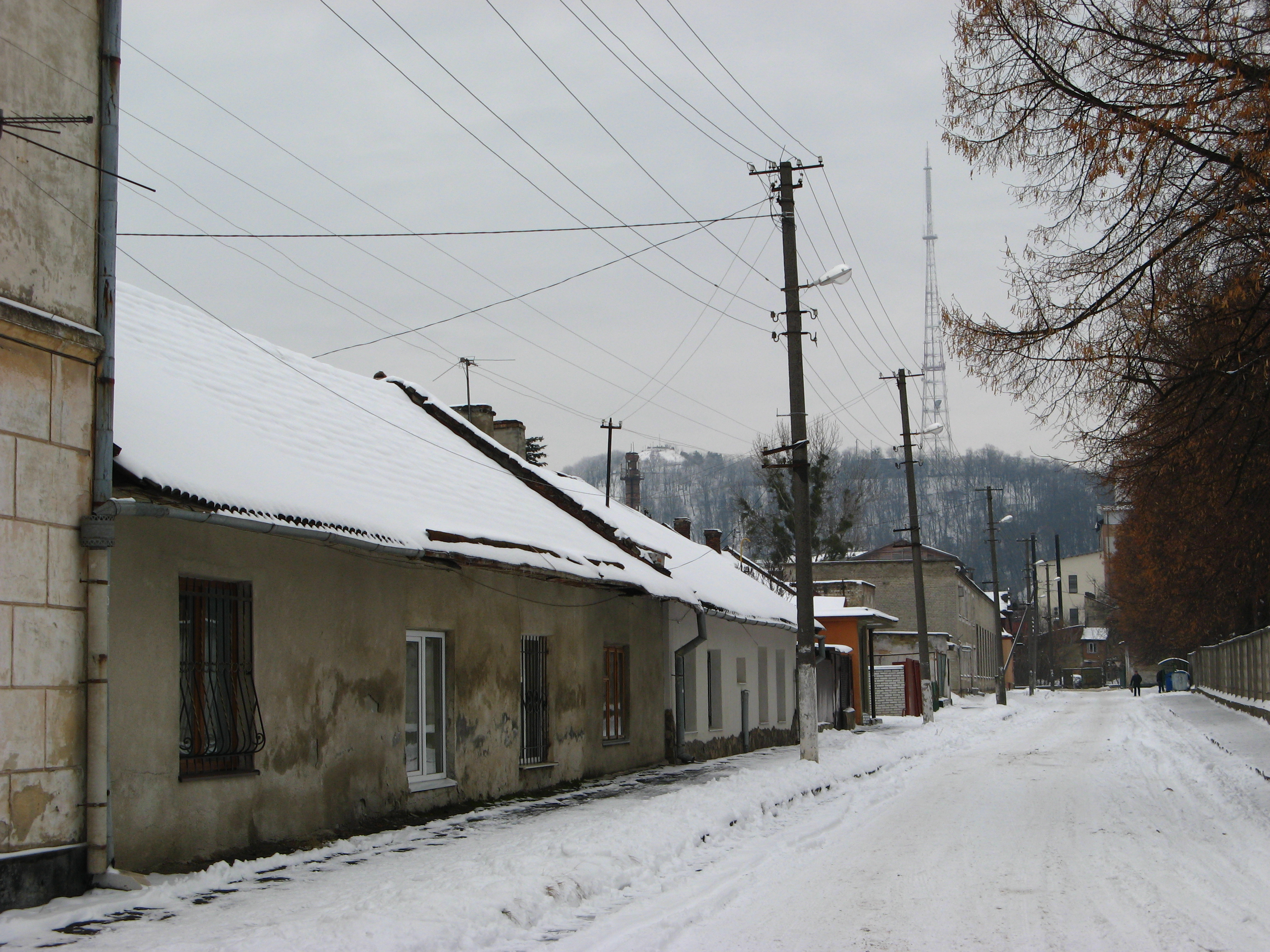
Одноповерхові садиби (на дальньому плані — Високий Замок з Копцем Люблінської унії та Львівською телевежею)